# 梯子酒
梯子酒（はしござけ）とは、 次々と場所を変えて酒を飲むこと。

## 概要
本来は、梯子を1段ずつ登っていくように、なじみの店を1軒ずつ訪ね歩いて飲むということであった。植木等の『スーダラ節』で歌われるように、サラリーマンらが帰宅前に数軒訪れることも多い。全国各地の飲食街のイベントとして「はしご酒大会」が開催されている。
英語では同様の行為を pub crawl, bar tour, bar crawl, bar-hopping などと言う。

## はしご酒大会
はしご酒大会の実態はさまざまであり、数軒を巡ってお酒を飲みゴールする時間を競うものもあれば、お酒を楽しむことだけが目的の場合もある。著名なものとしては、札幌すすきの祭りの前夜祭として開催される「すすきのはしご酒大会」や、小樽市の「小樽はしご酒大会」などが挙げられる。
こうしたはしご酒大会の発祥は、北海道の岩見沢市で開催されている『いわみざわドリンクラリー』（北海道観光社交事業協会岩見沢支部主催）と言われており、開催回数を見ても、いわみざわドリンクラリーは著名なはしご酒大会の倍以上となる24回目を数えている。また、岩見沢市と同じ空知地方に属する砂川市の「夜の酔人（スイート）ロードはしご酒大会」も24回と開催回数が多い事から、空知地方に強く根付いた文化との見方もできる。